# Carles Gustau de Baden-Durlach
Carles Gustau de Baden-Durlach (en alemany Karl Gustav von Baden-Durlach) va néixer a Durlach (Alemanya) el 27 de setembre de 1648 i va morir a Karlsburg el 24 d'octubre de 1703. Era un noble alemany fill de Frederic VI de Baden-Durlach (1617-1677) i de Cristina Magdalena de Wittelsbach (1616-1662).

## Matrimoni i fills
El 20 de setembre de 1677 es va casar a Wolfenbüttel amb Anna Sofia de Brunsvic-Wolfenbüttel (1659-1742), filla del duc Antoni Ulric (1633-1714) i de la duquessa Elisabet Juliana de Schleswig-Holstein-Sonderburg-Norburg (1634-1704). El matrimoni va tenir quatre fills:
- Cristina Juliana (1678-1707), casada amb Joan Guillem de Saxònia-Eisenach (1666-1729).
- Carles, nascut i mort el 1680.
- Frederic Rodolf (1681-1682).
- Carles Antoni (1683-1692).